# Mikaël Guedj
Mikaël Guedj, est un journaliste français né le 16 mars 1978. 

## Biographie
Diplômé de l'Institut d'études politiques de Paris (Sciences-Po Paris) et de l'École supérieure de journalisme de Lille, Mikaël Guedj est d'abord journaliste indépendant, notamment pour les hebdomadaires L'Express et Le Nouvel Observateur.
En mars 2005, il participe à la création de la chaîne Direct 8 sur la TNT. Pendant dix mois[Quoi ?], il anime Le monde d'Adler, une émission d'actualité internationale avec Alexandre Adler.
Il présente[Quand ?] Les Enfants d'Abraham, avec le père Alain de La Morandais, le grand rabbin Haïm Korsia et l'écrivain Malek Chebel, réunissant un chrétien, un juif et un musulman pour débattre de l'actualité. De 2007 à 2011, il est aussi rédacteur en chef des émissions politiques de Valérie Trierweiler, Politiquement Parlant puis 2012, portraits de campagne,.
À la rentrée 2012, il rejoint i>Télé, la chaîne d'information du groupe Canal+ qui vient de racheter Direct 8. Pendant la saison 2012/2013, il présente L'Édition permanente le matin en semaine avec Claire-Élisabeth Beaufort.